# 馴れ合い解散
馴れ合い解散（なれあいかいさん）は、1948年12月23日の衆議院解散の通称。

## 概要
1948年10月15日に第2次吉田内閣が成立した時、与党（民主自由党）が少数派であり政権基盤が脆弱であった。そのため、早期に解散総選挙をして政権基盤の強化をはかろうとし、首相吉田茂は前内閣からの懸案であったマッカーサー書簡に基づき公務員の労働権を制限する制度とする国家公務員法改正案の成立後の解散を考えていた。一方で野党は早期の解散総選挙は不利とみて、解散を回避する動きに出た。
一方で日本国憲法第69条で内閣不信任決議可決による解散が明記されており、不信任決議なしで解散ができるのかという問題が発生していた。吉田内閣は日本国憲法第7条第3号に衆議院解散の旨が記載されているため、69条所定に限定されず、決議可決なしで衆議院解散ができるという立場を取っていた。一方、野党は衆議院解散は69条所定に限定されるとし、可決なしで衆議院解散はできないとの立場を取り、対立していた。当時の日本はGHQ施政下にあったが、GHQは69条所定の場合に限定する解釈を取った。
11月28日にジャスティン・ウィリアムズGHQ国会政治課長の立ち会いのもとで、「国家公務員法改正案を成立させること、政府は新給与ベースの追加予算などを国会に提出し、野党は提出後2週間の期限につき議了すること、期限終了後に政府・与野党の協議に基づき野党から内閣不信任決議を提出すること」を盛り込んだ政治協定が結ばれた。しかし、第4回通常国会では新給与予算を延ばして政策面から政府与党を攻撃しようとする野党の戦術によって解散総選挙の時期がずれていった。そこで12月15日に吉田内閣は新給与法と同予算案について野党の主張を全面的にとり入れることを決めた。12月23日に野党が提出した内閣不信任案が上程されて可決され、衆議院が解散された。
この時の解散詔書には、「衆議院において内閣不信任の決議案を可決した。よって内閣の助言と承認により、日本国憲法第六十九条及び第七条により、衆議院を解散する。」と記載された。法制局長官の佐藤達夫は「（解散詔書の記載について）内閣の事務局が記載したものであるが、第69条関係のことを入れたのは、それまでのいきさつに示されたGHQの意向を察してのものであり、別段先方の指示によってこういう表現がなされたわけではなかったと思う」と述べている。
このように、渋々と野党が内閣不信任案を可決させ、それを与党が喜びながら受け入れるというあべこべな経緯から、世間はこの解散を馴れ合い解散と呼ぶようになった。
同日は、極東国際軍事裁判で死刑判決を受けた東条英機元首相らA級戦犯7人の絞首刑が執行された日でもあった。